# Danny Nelissen
Daniel Wilhelmus Maria „Danny” Nelissen (ur. 10 listopada 1970 w Sittard) – holenderski kolarz szosowy i torowy, złoty medalista szosowych mistrzostw świata w kategorii amatorów.

## Kariera
Największy sukces w karierze Danny Nelissen osiągnął w 1995 roku, kiedy zdobył złoty medal w wyścigu ze startu wspólnego amatorów podczas mistrzostw świata w Duitamie. W zawodach tych bezpośrednio wyprzedził Włocha Daniele Sgnaolina oraz Pedro Rodrígueza z Ekwadoru. Był to jednak jedyny medal wywalczony przez Nelissena na międzynarodowej imprezie tej rangi. Ponadto wygrał między innymi włoski Giro di Basilicata w 1988 roku, belgijski Grand Prix de Wallonie w 1992 roku oraz holenderski Olympia’s Tour w 1995 roku. W 1996 roku wystartował na igrzyskach olimpijskich w Atlancie, gdzie zajął 111. miejsce w wyścigu ze startu wspólnego. Na zawodowstwo przeszedł już w 1990 roku, z przerwą w 1995. Trzykrotnie startował w Tour de France, jednak bez sukcesów. Startował także na torze, zdobywając między innymi tytuł wicemistrza kraju w indywidualnym wyścigu na dochodzenie w 1989 roku. W 1999 roku zakończył karierę.
Obecnie pracuje jako komentator w wersji holenderskiej Eurosportu.

## Najważniejsze zwycięstwa i sukcesy
- 1992
  - 1. Grand Prix de Wallonie
- 1995
  - mistrzostwo świata amatorów w wyścigu ze startu wspólnego
  - etap w Tour de Wallonie
- 1998
  - 1. Schaal Sels
  - 3. Hessen-Rundfahrt oraz wygrany etap